# سیارک ۱۶۸۲۶
سیارک ۱۶۸۲۶ (به انگلیسی: 16826 Daisuke، نامگذاری:1997WA2)۱۶۸۲۶مین سیارک کشف شده‌است که در ۱۹ نوامبر ۱۹۹۷ کشف شد.